# Świniobródka
Świniobródka (forma obocznaː Świnobródka) – struga w województwie podlaskim, w gm. Michałowo, prawy dopływ Płoski, o powierzchni zlewni 45,68 km².